# Legió XXII Deiotariana

Mapa de l'imperi romà l'any 125 dC, sota l'emperador Hadrià, que mostra la Legio XXII Deiotariana, ubicada a Alexandria (Alexandria, Egipte), a la província d'Aegyptus, des del 8 aC fins a ca. 123 dC

La Legió XXII Deiotariana va ser una legió romana que es va reclutar potser l'any 48 aC. S'anomenava així perquè la va organitzar Deiotarus I (circa 105 aC - 40 aC) rei de la tribu celta dels tolistobogis, a Galàcia. No se sap quin era el seu emblema, i es creu que podria ser un símbol gàlata.

## Història
Deiotarus va ser un aliat fidel de Pompeu Magne que el va nomenar rei de totes les tribus dels gàlates l'any 62 aC. Va lluitar contra Mitridates VI Eupator en les anomenades Guerres Mitridàtiques. Amb l'ajuda dels romans, va organitzar un gran exèrcit que l'any 48 aC tenia 12.000 legionaris i 4.000 soldats de cavalleria. Ciceró diu que estava dividit en trenta cohorts, que equivalen a tres legions. Aquest exèrcit va patir una gran desfeta en una batalla contra Farnaces II, rei del Pont i del Bòsfor Cimmèric, i els supervivents es van agrupar en una sola legió, que Juli Cèsar va utilitzar a la batalla de Zela l'any 47 aC, dins del curs de la segona guerra civil romana.
August va annexionar Galàcia a l'Imperi Romà l'any 25 aC, i aquesta legió, entrenada per generals romans, i que havia lluitat a les ordres de generals romans, es va incorporar a les legions imperials, sota el comandament del propretor Marc Lol·li, que li va posar el nom de XXII Deiotariana. August disposava de XXI legions (l'última era la XXI Rapax) i li tocava el XXII com a número d'ordre.
Va ser destinada a Nicòpolis, prop d'Alexandria, on hi va ser durant més d'un segle i on compartia el campament amb la III Cyrenaica. Les seves funcions eren guardar la província i actuar contra els conflictes ètnics que hi havia a la capital. La legió XXII Deiotariana estava comandada per un prefecte, ja que cap senador podia visitar Egipte sense un permís exprés de l'emperador, per la importància del país en el subministrament de gra a Roma.
L'any 26 aC, Eli Gal, praefectus Aegypti (prefecte d'Egipte), va organitzar una una campanya contra Núbia i una altra contra l'Aràbia Fèlix (Iemen). Aquesta campanya va haver de finalitzar l'any 25 aC, per les pèrdues de les tropes romanes causades per la fam i les malalties. Les baixes no es van cobrir i l'any 23 aC els nubians, dirigits per la reina Candaces Amanirenes van atacar els romans i es va dirigir a Elefantina. El nou prefecte d'Egipte, Gai Petroni, amb tropes de reforç, va aturar els nubians, va marxar Nil amunt fins a arribar a la capital de Núbia, Napata, que va saquejar l'any 22 aC. La Legió XXII Deiotariana segurament va lluitar en aquestes guerres. Les fronteres amb Núbia es van mantenir tranquil·les i els legionaris de la XXII Deiotariana van realitzar diverses feines, com ara treballar a les pedreres de granit (granodiorita) del Mons Claudianus. Altres legionaris van anar cap al sud de la província i van escriure els seus noms als colossos de Mèmnon.
L'any 63 una sub-unitat d'aquesta legió va participar en les campanyes de Gneu Domici Corbuló contra els parts, i una altra va lluitar a la Primera Guerra Judeo-romana. L'historiador jueu Flavi Josep parla de la valentia de la XXII Deiotariana. L'any dels quatre emperadors (69) aquesta legió i la III Cyrenaica es van posar al costat de Vespasià.
L'any 119 encara hi ha constància d'aquesta legió, però a l'inventari de legions fet durant el regnat de Marc Aureli l'any 145, ja no es menciona. És possible que fos destruïda durant la revolta de Bar Kokhebà (132 - 136).